# Hepatitis C
Hepatitis C is een infectieziekte die hoofdzakelijk de lever aantast en veroorzaakt wordt door het hepatitis C-virus (HCV). Deze vorm van hepatitis is pas eind jaren tachtig ontdekt; tot dan toe werd deze aangeduid als 'Hepatitis non A non B'. Besmetting trad op dat moment meestal op door bloedtransfusies. Er bestaat geen vaccin tegen hepatitis C.

## Symptomen
Een hepatitis C-infectie verloopt in het begin meestal asymptomatisch. De infectie gaat in de meerderheid van de gevallen (70%) ongemerkt over in een chronische vorm. Circa 20-30% van de mensen met de chronische vorm ontwikkelt leverschade (verlittekening) en hiervan krijgt ongeveer 2-5% per jaar leverkanker. Sommige mensen krijgen pas 20 of 30 jaar na de besmetting klachten wanneer de lever al is aangetast.

## Transmissie
Het hepatitis C-virus wordt hoofdzakelijk overgedragen via bloed-bloed contact, dat wil zeggen door:
- intraveneus drugsgebruik, met name het delen van injectienaalden;
- in de gezondheidszorg, vooral door ontoereikende sterilisatie van medische instrumenten;
- bloedtransfusie en bloedproducten die niet getest zijn op HCV;
- seksueel contact of tijdens de bevalling, deze vormen van infectie komen minder vaak voor;
- tatoeages/piercings, acupunctuur en andere ingrepen waarbij niet-steriel materiaal gebruikt wordt.

Hepatitis C wordt niet verspreid via voedsel, water of door toevallig contact zoals knuffelen, zoenen en delen van voedsel of dranken met een besmet persoon.
Aangezien sinds begin jaren 90 in België en Nederland bloeddonoren gescreend worden op aanwezigheid van hepatitis C-virus antilichamen, is de kans op infectie na bloedtransfusies significant gedaald.

## Virologie
Het hepatitis C-virus is een klein, positief enkelstrengig RNA-virus. Het behoort tot het genus van de Hepacivirus binnen de Flaviviridae-familie. Er zijn zeven verschillende virustypes (het virus genotype 1-7). Deze genotypes worden verder onderverdeeld in subtypes.

## Diagnose
Omdat acute HCV-infectie meestal asymptomatisch is, is een vroege diagnose van HCV-infectie zeldzaam. Bij de patiënten die chronisch geïnfecteerd zijn, wordt de infectie vaak niet gediagnosticeerd, tenzij er ernstige leverschade is ontwikkeld.
HCV-infectie wordt in twee stappen gediagnosticeerd:
- Screening voor anti-HCV-antilichamen met een serologische test diagnosticeert mensen die besmet geweest zijn met het virus.
- Als de test positief is voor anti-HCV-antilichamen, zal een nucleïnezuurtest voor HCV-RNA nodig zijn om de chronische HCV-infectie te bevestigen, omdat ongeveer 15-45% van de patiënten met HCV zonder behandeling de infectie klaren door een sterke immune reactie. Alhoewel deze patiënten niet langer besmet zijn, zullen ze nog steeds positief reageren voor aanwezigheid van Hepatitis C-antistoffen.

Nadat een persoon is gediagnosticeerd met chronische hepatitis C-infectie, is het van belang de mate van leverbeschadiging (fibrose en cirrose) vast te stellen. Dit kan door middel van een leverbiopsie of via een verscheidenheid van niet-invasieve testen.
Bovendien dient er een genotyperingstest uitgevoerd te worden om het genotype van de hepatitis C-stam te identificeren. Het slaagpercentage van behandeling hangt echter af van het genotype van het HCV.
De mate van de leverschade en het virusgenotype worden gebruikt om de keuze van behandeling en de opvolging van de infectieziekte vast te leggen.
Er is ook een HCV rapid antibody test beschikbaar, waarmee met een monsternemer (swab, een soort wattenstaafje) onder en boven in de mond langs het tandvlees – doch niet langs de wangen – moet worden geschraapt, die na onderdompeling in een reagensvloeistof na circa 20 minuten een positieve of negatieve uitslag geeft. Deze 'sneltest' dient vooral als screening voor personen in risicogroepen en heeft ten opzichte van de reguliere ELISA-test een uitslag-overeenkomst van ongeveer 97,5%.

## Behandeling
Waar er vroeger een afweging gemaakt moest worden tussen de voor- en nadelen van de oudere behandelingsmethodes voor chronische hepatitis C (injecties met heel wat nevenwerkingen en geringe slagingskansen) is dit vandaag niet meer het geval. Moderne behandeling met DAAsa (Direct-Acting Antivirals) is in pilvorm, wordt over het algemeen goed verdragen en biedt genezing voor 95% van de patiënten. Sinds 2019 is er in België ook terugbetaling voor elke patiënt met chronische hepatitis C, wat voorheen enkel voor patiënten met gevorderde leveraantasting was.
De meeste patiënten zijn na drie maanden virusvrij. Een onderhoudsbehandeling is niet nodig.

## Epidemiologie
Wereldwijd dragen circa 150 tot 200 miljoen mensen een chronische vorm van hepatitis C-infectie. 350.000 tot 500.000 patiënten sterven jaarlijks aan aan hepatitis C gerelateerde leverziekten.
Hoewel het in Nederland nog geen zeer hoge aantallen betreft, zijn circa 60.000 mensen ermee besmet, velen daarvan zonder het te weten.

### Epidemiologische gegevens voor België
De seroprevalentie van HCV in de Belgische populatie werd in 1993-94 op 0,87% geschat. Een recente analyse in de algemene bevolking toonde een geconfirmeerde seroprevalentie van 0,71 % aan en een prevalentie van viremie van 0,33%.
Op basis van het aantal gerapporteerde gevallen in het netwerk van de peillaboratoria en het aantal uitgevoerde genotyperingen werd de jaarlijkse HCV incidentie in 2016 op 1500 geschat (13.6/100.000 inwoners). De verdeling volgens de gewesten was in 2016 als volgt: 41% in Vlaanderen, 35% in Wallonië en 23% in Brussel. Ondanks de verhoogde screening bij vrouwen tussen 20-39 jaar is er een hogere prevalentie (M:F 1.06:1) van HCV geïnfecteerden bij mannen met mediaan leeftijd 45-49 jaar.
De verdeling van de genotypes in de algemene populatie werd als volgt bepaald: genotype 1 is het meest voorkomend (53,6%), gevolgd door genotype 3 (22,0%) en genotype 4, 2 en 5 met respectievelijk 16,1%, 6,2% en 1,9% van de HCV infecties.
Personeelsleden uit de gezondheidssector vertoonden een lagere seroprevalentie dan in de algemene populatie en bijgevolg loopt het verzorgend personeel geen verhoogd risico.
De verdeling van de genotypes bij injecterende druggebruikers was als volgt: 48,7% genotype 1, gevolgd door 41,2% genotype 3, 8,8% genotype 4 en 1,4% genotype 2.

## Verder lezen
Hepzibah Kousbroek (1954-2009) publiceerde in 2004 De onzichtbare vijand: een persoonlijk verslag van de strijd tegen hepatitis C  (Arena, 2004) ISBN 9069746565.